# Massimo Alessandri
Massimo Alessandri detto Bazzino (Arcidosso, 8 dicembre 1954) è un fantino italiano.

## La carriera al Palio di Siena
La fama di Massimo Alessandri si lega al Palio di Siena, manifestazione nella quale il fantino maremmano ha corso 26 volte, riportando due vittorie. Figlio del grande fantino Eletto Alessandri detto Bazza, Bazzino riceve tale soprannome in chiaro riferimento al padre.
L'esordio nella rassegna senese avviene proprio quando il genitore sta per chiudere la propria carriera, ma è comunque ancora nel giro dei fantini del Palio. In occasione della carriera del 2 luglio 1973 Bazzino veste il giubbetto del Montone montando la cavalla Quartetta. Il padre corre invece per il Drago sulla forte Mirabella ed è tra i favoriti per la vittoria finale. Complice il non eccelso livello della propria cavalla, Bazzino resta sempre nelle retrovie, mentre il padre Bazza sfiora la vittoria, venendo beffato in dirittura d'arrivo dalla Lupa con Tristezza sul grande Panezio.
Rimasta tuttavia impressionata dalla bravura del giovane fantino, la dirigenza del Montone conferma Bazzino per la carriera di Provenzano dell'anno seguente. Il Montone non nutre grandi aspettative di vittoria, avendo ricevuto in sorte il cavallo Pancho, sulla carta non tra i migliori del lotto. Il padre Bazza corre invece per il Leocorno su Panezioed è il grande favorito, insieme al Bruco con Rondone su Orbello: le due contrade sono anche quelle che non vincono da più tempo ed è chiaro che abbiano speso molti soldi nei partiti per assicurarsi il successo. La corsa prende però un esito imprevisto: Bruco e Leocorno, partite in testa assieme alla Torre, cadono al primo Casato, compromettendo così la propria gara. L'Oca con il grande Aceto su Tatiana prende subito la testa, ma immediatamente, tra lo stupore della Piazza, si fa luce il Montone. Bazzino tallona Aceto, cercando il momento giusto per superarlo. L'Oca pare resistere, ma all'ultimo Casato il Montone trova il varco giusto, e con una coraggiosa traiettoria interna Bazzino coglie il primo successo.
Il "duello" padre-figlio si rinnova nei due successivi Palii dell'Assunta. Poi, dopo la carriera del 17 agosto 1975, Bazza si ritira definitivamente dal panorama paliesco. Bazzino tuttavia non riesce più a tornare alla vittoria, complice sicuramente lo scarso valore dei cavalli ricevuti in sorte dalle contrade che lo chiamano (Torre, Giraffa, Pantera e Lupa).
Un sussulto avviene il 16 agosto 1982, quando Bazzino viene chiamato dalla Chiocciola, grande favorita con Panezio. L'avversaria più temibile è la Pantera con Aceto sul veloce Benito, ma il fantino sardo commette una grave ingenuità alla mossa, facendosi trovare impreparato e restando fermo. La rivale più ostica si rivela il Montone, che con Il Pesse (che ha vinto all'esordio a luglio proprio coi colori della contrada dei Servi) su Arlem punta deciso al cappotto. Montone e Chiocciola si danno battaglia fin dalla mossa. Il Montone scatta in testa, ma a San Martino la Chiocciola, sfruttando la potenza di Panezio, prende la testa della corsa. Le due contrade restano vicinissime e in quest'ordine fino all'ultimo Casato. Qui Panezio pare sfinito e il sorpasso del Montone inevitabile: sennonché, con un ultimo sforzo, Bazzino spinge Panezio fino al bandierino prima dell'inseguitrice, cogliendo la seconda vittoria.
Tuttavia, dopo il successo del 1982, Bazzino non vincerà più il Palio. Complici gli anni d'oro di Aceto e l'affermazione di altri grandi protagonisti del Palio (Il Pesse, Cianchino e Bastiano su tutti), Bazzino, nonostante le sue indubbie grandi doti di fantino, non riesce ad emulare il blasone del padre Bazza.
Con una caduta si conclude l'ultima carriera di Bazzino, il 2 luglio 1993 con la Civetta su Oriolu de Zamaglia.

## Statistiche
Bazzino ha disputato a Siena 26 Palii, vincendone 2: uno con il Montone ed uno con la Chiocciola. Ha corso almeno una volta per 13 Contrade: non ha mai corso per Bruco, Drago, Istrice e Tartuca.
| Palio            | Contrada     | Cavallo             | Note   |
| ---------------- | ------------ | ------------------- | ------ |
| 2 luglio 1973    | Valdimontone | Quartetta           |        |
| 2 luglio 1974    | Valdimontone | Pancho              |        |
| 16 agosto 1974   | Valdimontone | Rucola              | scosso |
| 17 agosto 1975   | Torre        | Rossana             |        |
| 2 luglio 1976    | Giraffa      | Rucola              | scosso |
| 16 agosto 1977   | Torre        | Manon               |        |
| 3 luglio 1978    | Pantera      | Tessera             |        |
| 7 settembre 1980 | Lupa         | Ascaro              |        |
| 16 agosto 1981   | Lupa         | Taura               | scosso |
| 16 agosto 1982   | Chiocciola   | Panezio             |        |
| 2 luglio 1983    | Chiocciola   | Chicco de Ureco     |        |
| 16 agosto 1983   | Chiocciola   | Balente de Su Sassu |        |
| 2 luglio 1984    | Nicchio      | Tom                 | scosso |
| 16 agosto 1984   | Selva        | Ascaro de Torralba  | scosso |
| 2 luglio 1985    | Torre        | Bagnolo             | scosso |
| 16 agosto 1985   | Chiocciola   | Cuana               |        |
| 2 luglio 1986    | Chiocciola   | Vipera              |        |
| 16 agosto 1986   | Aquila       | Orion               |        |
| 2 luglio 1987    | Oca          | Tulipano di Harlem  | scosso |
| 16 agosto 1987   | Onda         | Pippo Pippo         |        |
| 2 luglio 1989    | Selva        | Emy                 |        |
| 2 luglio 1990    | Leocorno     | Fabiola de Sarule   |        |
| 3 luglio 1991    | Valdimontone | Etrusco             | scosso |
| 16 agosto 1991   | Selva        | Imperatore          |        |
| 16 agosto 1992   | Valdimontone | Etrusco             |        |
| 2 luglio 1993    | Civetta      | Oriolu de Zamaglia  | scosso |

## Palio di Fucecchio
| Palio          | Contrada       | Cavallo       | Piazzamento  | Note |
| -------------- | -------------- | ------------- | ------------ | --- |
| 29 maggio 1988 | Porta Raimonda | Mausy         | 5°           | |
| 27 maggio 1990 | San Pierino    | Before My For | Squalificato | Viene squalificato per essersi preso a nerbate con Andrea Degortes, al suo posto viene ripescata Botteghe. |
| 31 maggio 1992 | Massarella     | Before My For | Squalificato | Commette scorrettezze.                                                                                     |

## Altre vittorie
- Palio di Castel del Piano: 1 vittoria per la contrada Borgo su Verzuolo (1971)
- Palio di Legnano: 1 vittoria (1983)